# 贡萨洛·桑切斯·德洛萨达

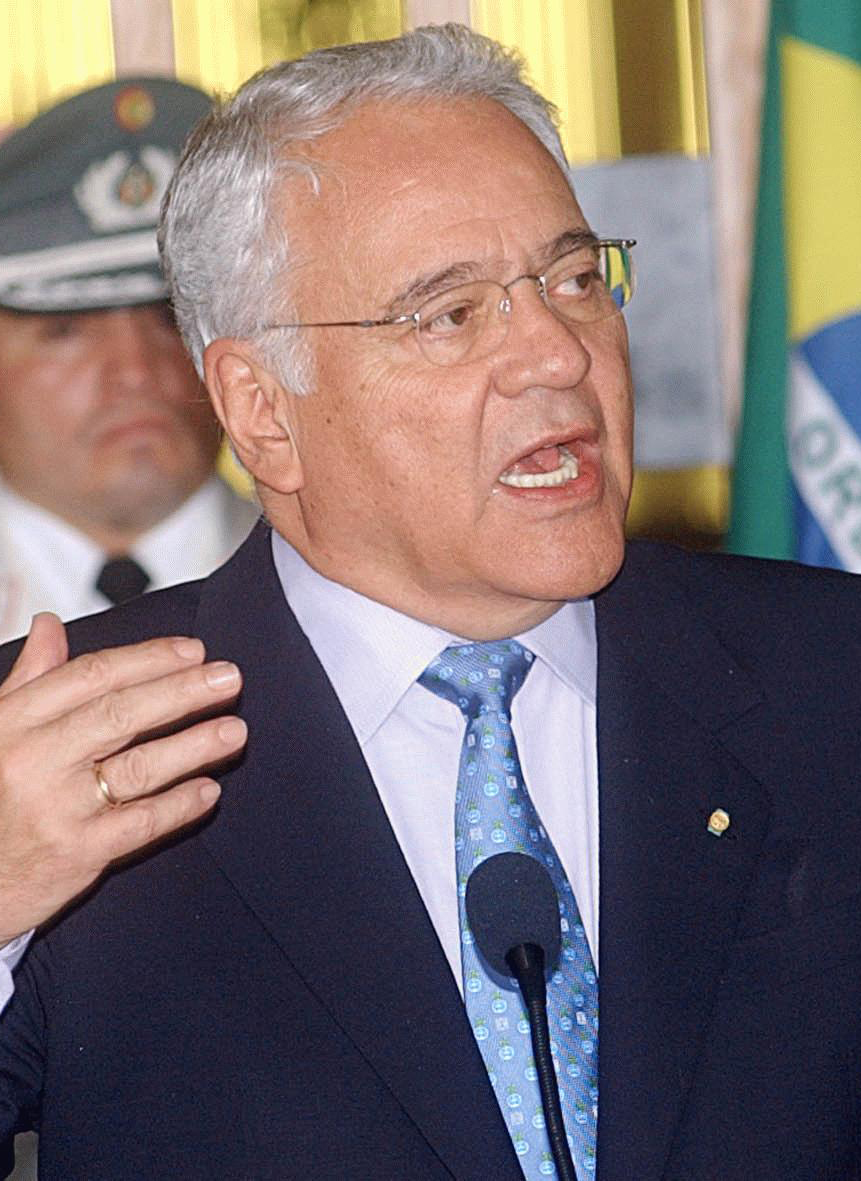
贡萨洛·桑切斯·德洛萨达

贡萨洛·桑切斯·德洛萨达（西班牙語：Gonzalo Sánchez de Lozada y Sánchez de Bustamante，1930年7月1日—），生於玻利维亚拉巴斯市，政治人物，曾兩度出任玻利维亚总统（1993-1997、2002-2003）。

## 生平
桑切斯在美国芝加哥大学获哲学和文学硕士学位。1985年当选参议员，后任参议院议长。
1985年，桑切斯擔任計畫部長時，採用經濟顧問傑佛瑞·薩克斯的建議，解決了玻利維亞當時面對的恶性通货膨胀問題。這套作法，後來被稱為休克療法。
1990年当选玻利维亚民族主义革命运动主席。2003年10月，全国爆发大型游行示威，德洛萨达辭去總統職務。